# Bliktrommen (film)
Bliktrommen (originaltitel Die Blechtrommel) er en filmatisering fra 1978 af Günther Grass' roman af samme navn. Filmen er instrueret af Volker Schlöndorff, der tillige skrev manuskript sammen med Jean-Claude Carrière og Franz Seitz.
Filmen vandt i 1979 De Gyldne Palmer ved Cannes Film Festival og samme år en Oscar for bedste udenlandske film. I 1980 vandt filmen Bodilprisen for bedste ikke-amerikanske film

## Handling
David Bennent spiller Oskar, den unge søn af en kasjubisk familie i et landligt område ved fristaden Danzig omkring 1925. På sin treårs fødselsdag får Oscar en fin ny bliktromme. På det tidspunkt beslutter han sig ikke at vokse mere eller at blive ældre, frem for at vokse op som de sørgelige eksempler på den opvoksede del af menneskeheden, som han ser omkring sig. Når verden omkring ham bliver ubærlig,  begynder drengen at hamre på trommen; forsøger nogen at tage trommen fra ham udstøder han et sønderrivende skrig, der i bogstaveligste forstand kan splintre glas. I takt med, at Tyskland degenererer mod nazismen og nærmer sig udbruddet af 2. verdenskrig fortsætter Oskar med at hamre på sin tromme uden at ældes. 

## Filmens modtagelse
Bliktrommen var en af de økonomisk mest succesfulde tyske film i 1970'erne, og blev positivt modtaget af filmkritikerne. Filmen vandt en lang række internationale filmpriser. 

## Kontroverser
Filmen indeholder en scene, hvor den da 11-årige skuespiller David Bennent, der spillede rolle som en 16-årig foregiver at udføre oralsex på en 16-årig pige, spillet af Katharina Thalbach, der på daværende tidspunkt var 24 år.
Som følge heraf blev scenen i Canada i 1980 først censureret ud af filmen, og siden blev filmen helt forbudt, idet den canadiske censur anså filmen for børnepornografisk.
Tilsvarende blev filmen forbudt i Oklahoma County, Oklahoma i 1997, hvilket førte til en række retssager i USA, hvorefter filmen atter blev distribueret.

## Medvirkende
- Mario Adorf – Alfred Matzerath
- Angela Winkler – Agnes Matzerath
- Katharina Thalbach – Maria Matzerath
- David Bennent – Oskar Matzerath
- Daniel Olbrychski – Jan Bronski
- Tina Engel – Anna Koljaiczek (ung)
- Berta Drews – Anna Koljaiczek (gammel)
- Charles Aznavour – Sigismund Markus
- Roland Teubner – Joseph Koljaiczek
- Tadeusz Kunikowski – Uncle Vinzenz
- Andréa Ferréol – Lina Greff
- Heinz Bennent – Greff
- Ilse Pagé – Gretchen Scheffler
- Werner Rehm – Scheffler
- Käte Jaenicke – Mutter Truczinski
- Helmut Brasch – Old Heilandt